# Prix Xavier-de-Saint-Palais
Le prix Xavier-de-Saint-Palais est une course hippique de trot monté qui se déroule au mois de novembre sur l'hippodrome de Vincennes à Paris (en juin avant 2022).
C'est une course de Groupe II réservée aux chevaux de 5 ans (hongres exclus), ayant gagné au moins 45 000 €.
Elle se court sur la distance de 2 175 mètres (grande piste). L'allocation s'élève à 120 000 €, dont 54 000 € pour le vainqueur.
Le prix Xavier-de-Saint-Palais est créé en 1955 et prend alors dans le calendrier la place du prix Niger,. La course est rebaptisée prix du Centenaire en 1964 à l'occasion du centenaire de la Société du demi-sang. À partir de l'année suivante, le prix Xavier-de-Saint-Palais est couru au trot monté. Avant 1980, moins bien dotée, la course était également ouverte aux 6 et 7 ans.
Le baron François-Xavier de Lande d'Aussac de Saint-Palais (1er avril 1875 dans les Landes - 1er décembre 1953) est directeur du haras de Saint-Lô puis directeur général des Haras nationaux de 1936 à sa retraite en 1940.

## Palmarès depuis 1972
| Année | Vainqueur          | Père               | Jockey                   | Entraîneur               | Réd.km |
| ----- | ------------------ | ------------------ | ------------------------ | ------------------------ | ------ |
| 2024  | June               | Booster Winner     | Mathieu Mottier          | Mathieu Mottier          | 1'10"4 |
| 2023  | Ina du Rib         | Uhlan du Val       | Jean-Loïc-Claude Dersoir | Joël Hallais             | 1'11"8 |
| 2022  | Happy and Lucky    | Ready Cash         | Adrien Lamy              | Franck Leblanc           | 1'11"5 |
| 2021  | Granvillaise Bleue | Jag de Bellouet    | Camille Levesque         | Pierre Levesque          | 1'12"6 |
| 2020  | Feeling Cash       | Ready Cash         | Éric Raffin              | Philippe Allaire         | 1'12"3 |
| 2019  | Et Voilà de Muze   | Royal Dream        | Éric Raffin              | Sébastien Guarato        | 1'10"9 |
| 2018  | Dexter Fromentro   | Qwerty             | Camille Levesque         | Thomas Levesque          | 1'10"9 |
| 2017  | Cassate            | Néoh Jiel          | Adrien Lamy              | Jean-Luc Dersoir         | 1'12"6 |
| 2016  | Best of Jets       | Magnificent Rodney | François Lagadeuc        | Jean-Michel Baudouin     | 1'11"1 |
| 2015  | Athena de Vandel   | Prince Gédé        | Matthieu Abrivard        | Cedric Mégissier         | 1'11"3 |
| 2014  | Vulcain du Vivier  | Look de Star       | Franck Nivard            | Yannick-Alain Briand     | 1'12"2 |
| 2013  | Ulysse             | Love You           | Thomas Levesque          | Mike Lenders             | 1'11"3 |
| 2012  | Tigresse du Vivier | Niky               | Thomas Levesque          | Mike Lenders             | 1'11"9 |
| 2011  | Singalo            | Goetmals Wood      | Éric Raffin              | Louis Baudron            | 1'12"3 |
| 2010  | Ragtime du Parc    | Gai Brillant       | Éric Raffin              | Pierrick Lecellier       | 1'12"3 |
| 2009  | Quokine Berry      | Chef du Châtelet   | Ludovic Mollard          | Jean-Michel Bazire       | 1'12"5 |
| 2008  | Paola de Lou       | Podosis            | Matthieu Abrivard        | Laurent-Claude Abrivard  | 1'10"9 |
| 2007  | Or de Bruges       | Défi d'Aunou       | Philippe Masschaele      | Thierry Duvaldestin      | 1'11"4 |
| 2006  | Nouba Turgot       | Canada             | Éric Raffin              | Franck Anne              | 1'12"3 |
| 2005  | Miss Castelle      | Goetmals Wood      | Philippe Masschaele      | Thierry Duvaldestin      | 1'11"8 |
| 2004  | L'As de Neige      | Allegro            | Jean-Philippe Mary       | Pierre-Désiré Allaire    | 1'13"1 |
| 2003  | Klara des Sarts    | Dream With Me      | Philippe Masschaele      | Fernand-Floribert Dubois | 1'14"8 |
| 2002  | Joyau d'Amour      | Viking's Way       | Éric Raffin              | Jacques Provost          | 1'13"4 |
| 2001  | Inopaline          | Quiton du Coral    | Jean-Loïc-Claude Dersoir | Joël Hallais             | 1'15"8 |
| 2000  | Honneur de France  | Tipouf             | Laurent-Claude Abrivard  | Laurent-Claude Abrivard  | 1'14"4 |
| 1999  | Gagman des Rouches | Tango Barbés       | Philippe Békaert         | Yves Boireau             | 1'14"7 |
| 1998  | Fan Quick          | And Arifant        | Laurent-Claude Abrivard  | Laurent-Claude Abrivard  | 1'15"4 |
| 1997  | Espoir d'Angis     | Navaki             | Jean-Marc Barbier        | André Dubois             | 1'15"4 |
| 1996  | Débuché            | Beauséjour II      | Michel Lenoir            | Claire Desmontils        | 1'16"6 |
| 1995  | Courlis du Pont    | Opus Dei           | Philippe Békaert         | Ulf Nordin               | 1'16"9 |
| 1994  | Bigfeu             | Feu Vert           | Jean-Claude Hallais      | Jean-Francois Popot      | 1'16"5 |
| 1993  | Anita de la Vallée | Le Loir            | Jean-Marie Monclin       | Loïc-Désiré Abrivard     | 1'17"  |
| 1992  | Val de l'Orne      | Chambon P          | Jean-Loïc-Claude Dersoir | Jan Kruithof             | 1'16"7 |
| 1991  | Unourelda          | Loredo             | Michel Lenoir            | Francis Lucien Adam      | 1'18"7 |
| 1990  | Tiarko             | Jorky              | Jean-Claude Hallais      | Jean-Claude Hallais      | 1'18"1 |
| 1989  | Seilhac            | Janus de Crillé    | Jacques-Maurice Riaud    | Ali Hawas                | 1'17"8 |
| 1988  | Rirstly            | Firstly            | Yves Dreux               | Philippe Ciccarelli      | 1'17"7 |
| 1987  | Quambona           | Chambon P          | Pierre Levesque          | Henri Levesque           | 1'18"8 |
| 1986  | Potin d'Amour      | Chambon P          | Yves Dreux               | Jan Kruithof             | 1'17"8 |
| 1985  | Okwo               | Haut de Bellouet   | Philippe Békaert         | Joël Hallais             | 1'17"4 |
| 1984  | Nymphe d'Odyssée   | Seddouk            | Alain Sionneau           | Philippe Peltier         | 1'19"1 |
| 1983  | Montsurvent        | Vasco              | Yves Dreux               | François Brohier         | 1'18"9 |
| 1982  | Lapito             | Dogan              | Philippe Békaert         | Joël Hallais             | 1'20"7 |
| 1981  | Kronos du Vivier   | Sabi Pas           | Jean-Pierre Thomain      | Jean Yves Lecuyer        | 1'19"7 |
| 1980  | Jolenka            | Seddouk            | Alain Laurent            | C Mathieu                | 1'20"2 |
| 1979  | Irish Glory        | Nonant le Pin      | Yves Dreux               | André-Louis Dreux        | 1'19"4 |
| 1978  | Gosse d'Harcouel   | Tivaso P           | Jean-Claude Hallais      |                          | 1'19"3 |
| 1977  | Galopin des Prés   | Vasco              | Christian Bézier         |                          | 1'20"1 |
| 1976  | Firstly            | Quérido II         | Yves Dreux               |                          |        |
| 1975  | Engin              | Olivier IV         | Louis Sauvé              |                          | 1'20"3 |
| 1974  | Dis Lui            | Icare IV           | Jean-Claude Rivault      |                          | 1'20"2 |
| 1973  | Châtelet           | Macar              | André Bourcier           |                          | 1'21"2 |
| 1972  | Bartavelle         | Fandango           | Gérard Mascle            |                          | 1'20"6 |